# Neumarkter Sanddünen
Die Neumarkter Sanddünen sind ein Naturschutzgebiet und ausgewiesenes Geotop bei Neumarkt in der Oberpfalz im Oberpfälzer Landkreis Neumarkt in der Oberpfalz in Bayern.

## Lage
Das Naturschutzgebiet befindet sich südlich von Neumarkt in der Oberpfalz und nordöstlich der Gemeinde Sengenthal. Es ist Bestandteil des Fauna-Flora-Habitat-Gebiets Binnendünen und Albtrauf bei Neumarkt (FFH-Nr. 6734-371; WDPA-Nr. 555521692). Es gehört zum Naturraum Vorland der Mittleren Frankenalb.

## Beschreibung
Das 65 ha große, 800 m lange und bis zu 500 m breite Areal weist mehrere markante Flugsanddünenfelder auf. Die Dünen sind bis über 500 m lang und bis zu 12 m hoch. Anzutreffen sind hier ein naturnaher Waldbestand des Moor-Kiefernwaldes und Sandgrasheiden.
Während der Würmeiszeit wurden Sande aus dem Nürnberger Becken auch an den Albanstieg verblasen und lagerten sich dort als mächtige Binnendünen ab. Der wellige Charakter einer Dünenlandschaft ist hier noch erkennbar. Das Naturschutzgebiet wurde am 16. Januar 1985 unter Schutz gestellt und vom Bayerischen Landesamt für Umwelt als bedeutendes Geotop (373R018) ausgewiesen.

## Bildergalerie

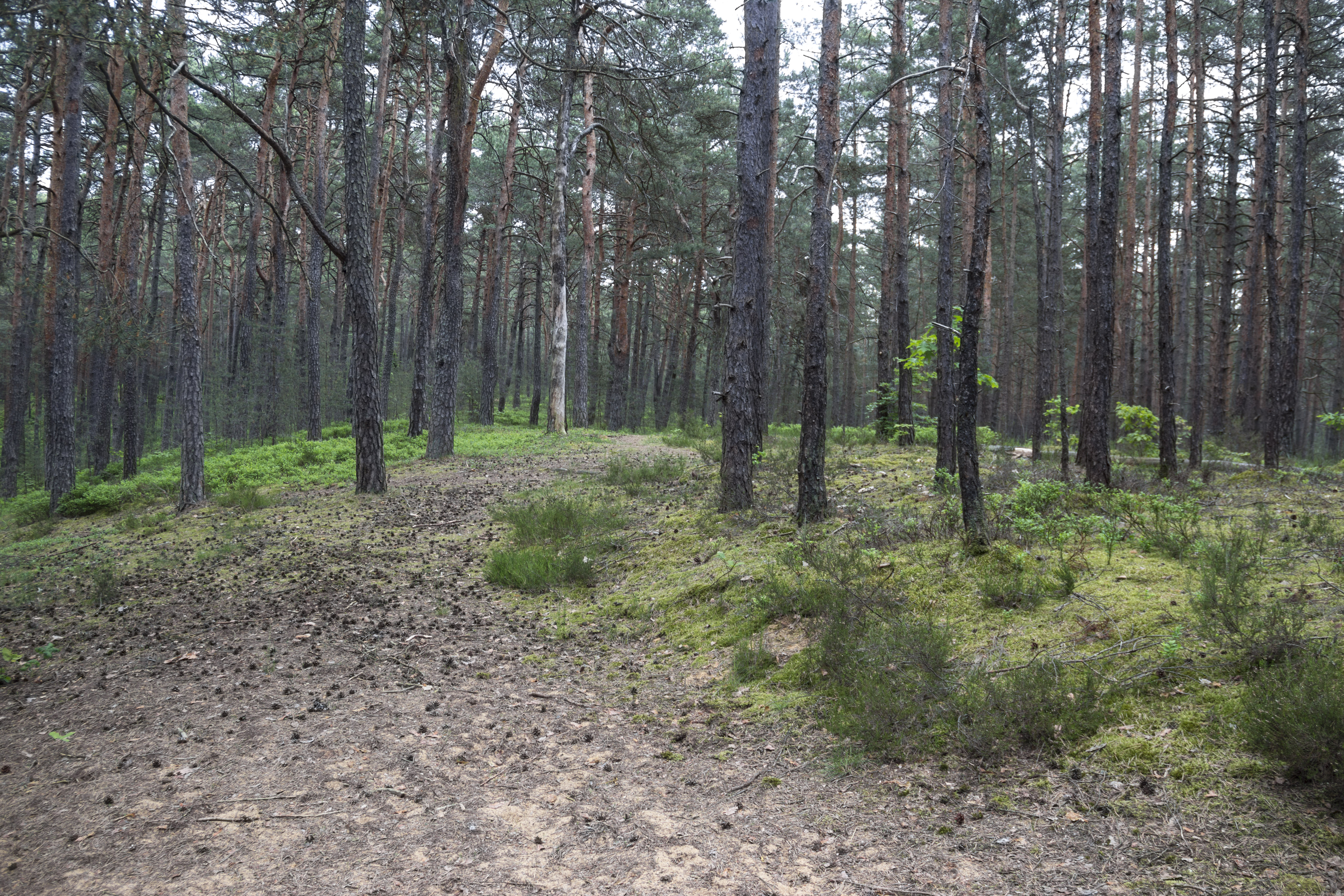
Ansicht einer Flugsanddüne
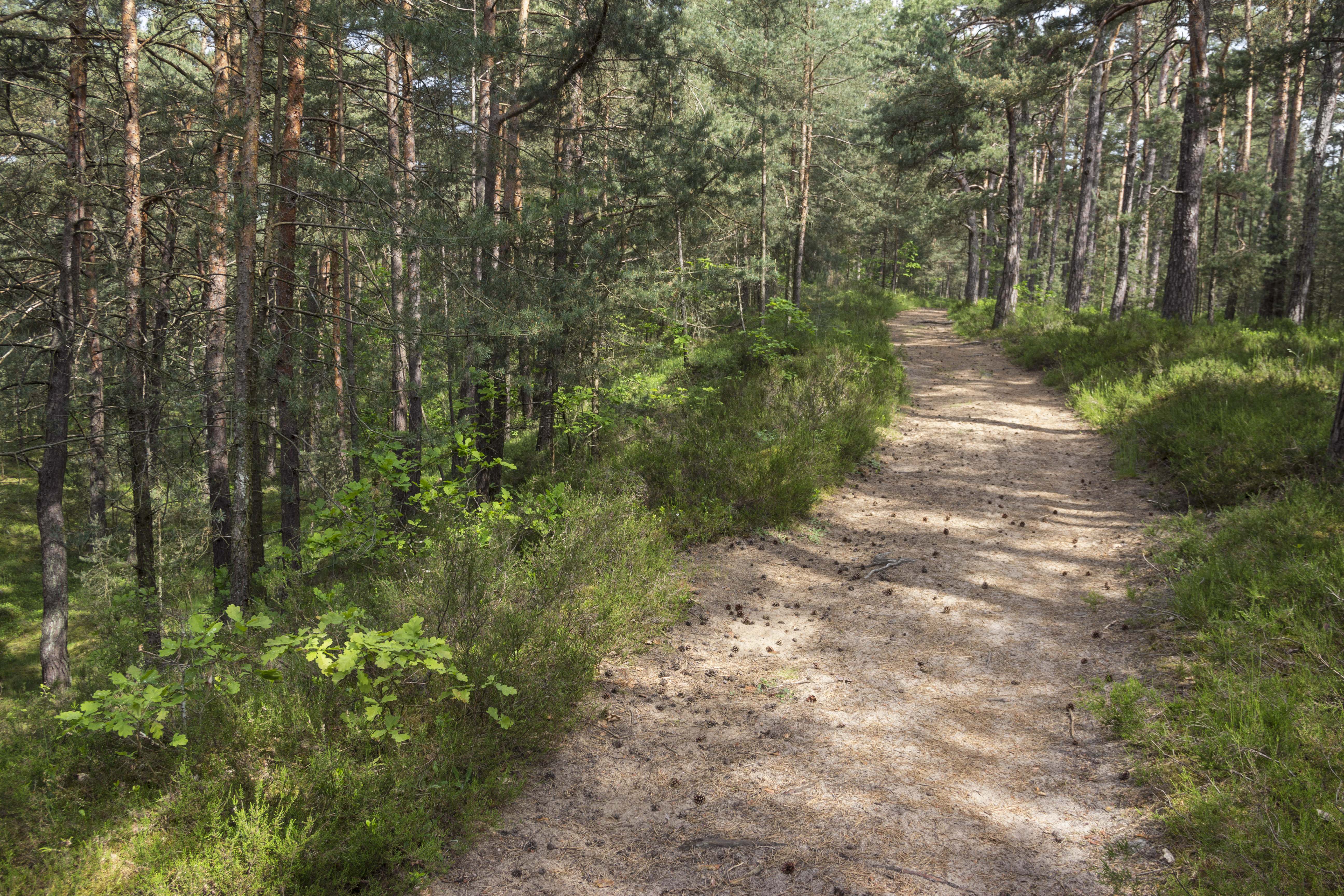
Sandiger Untergrund
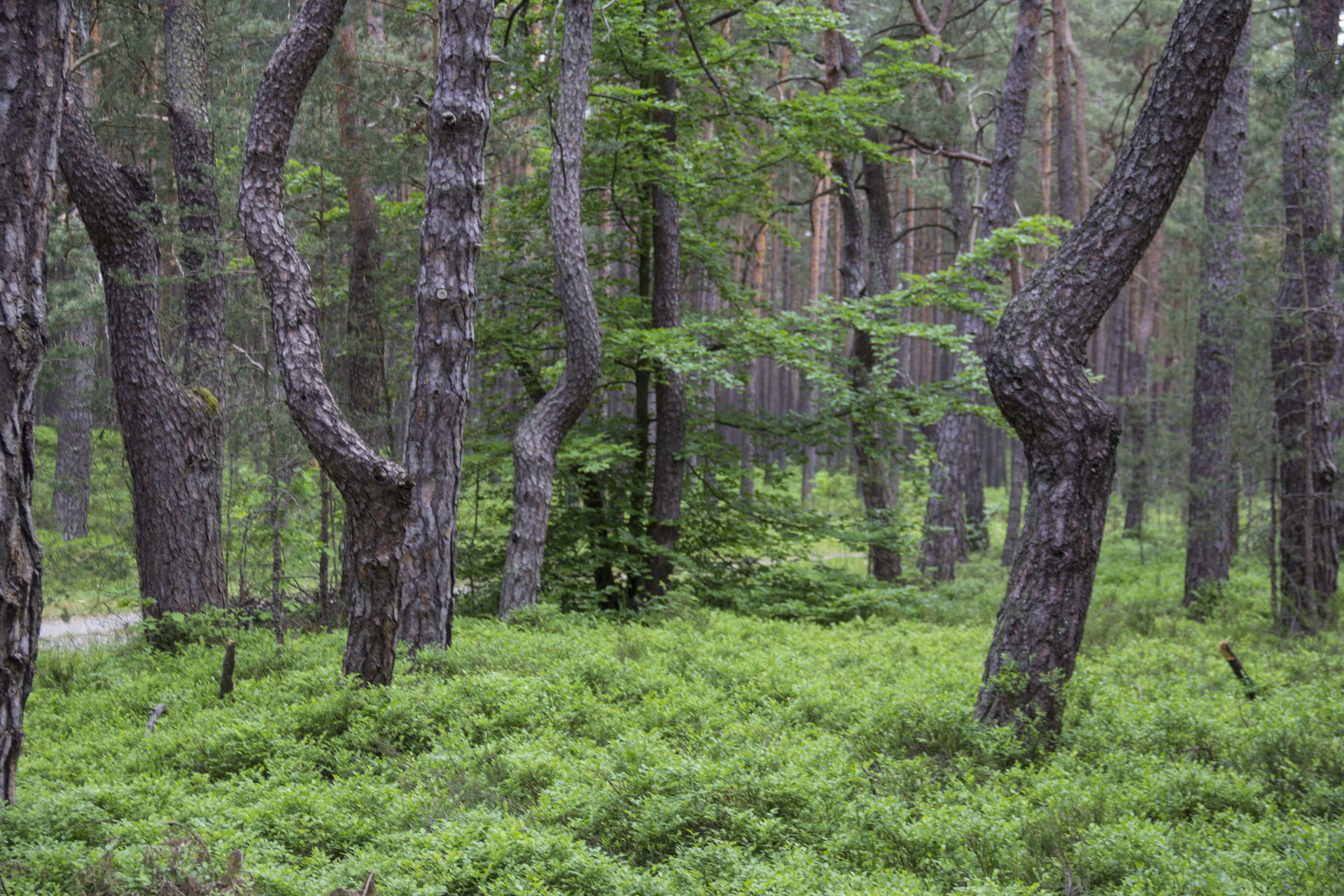
Kiefernwald
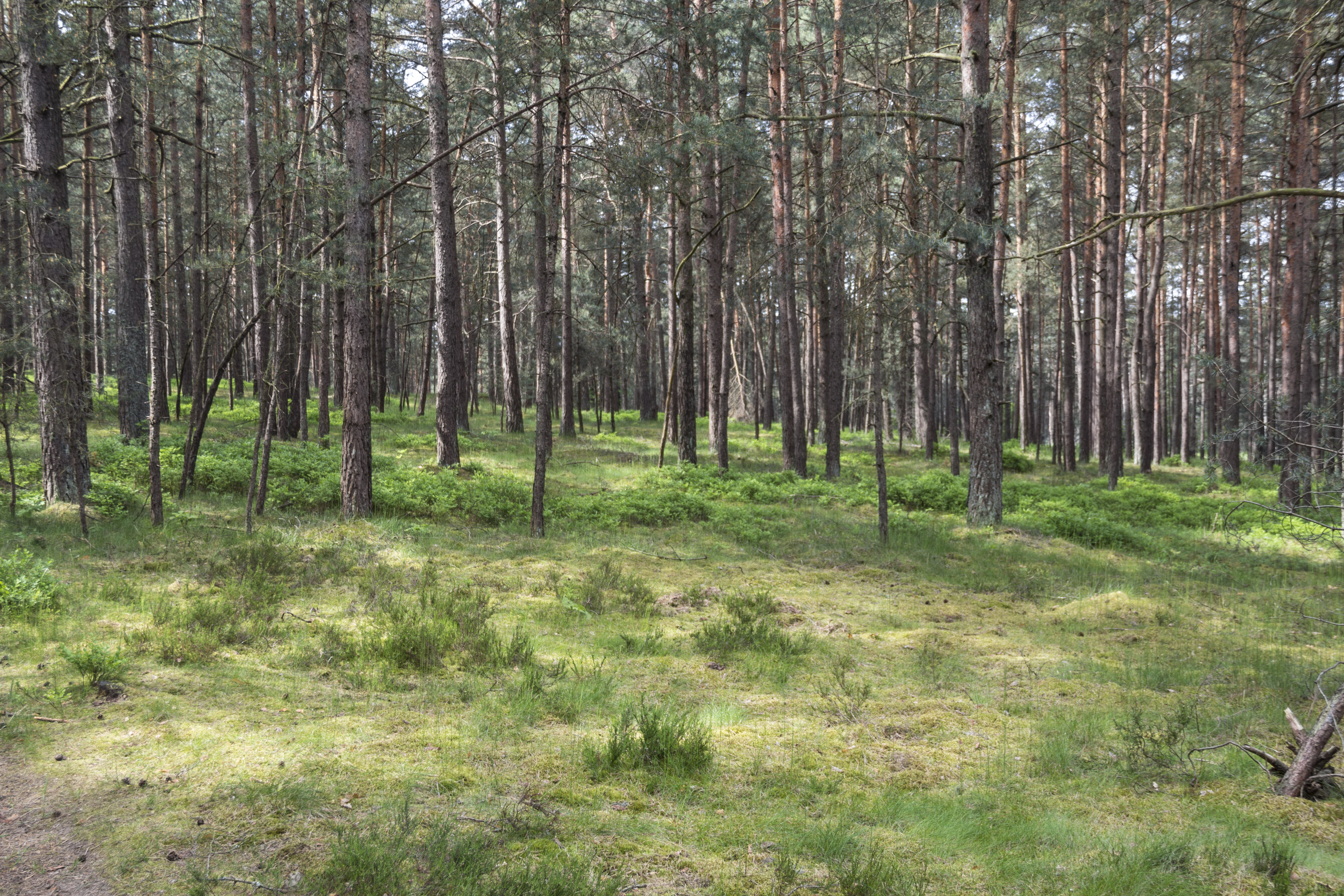
Typische Vegetation
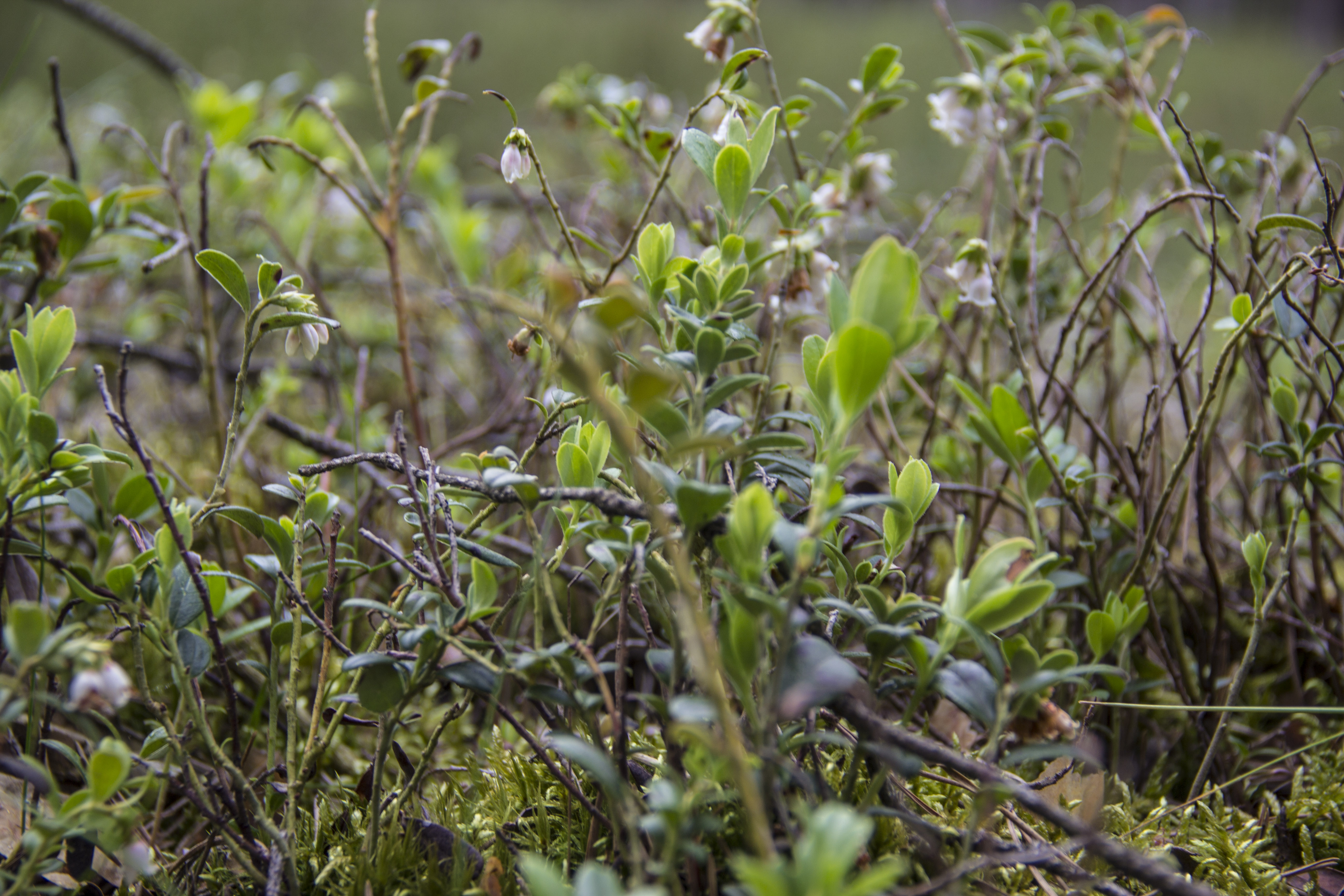
Bodenvegetation